# Aurore Bégin
Pour les articles homonymes, voir Begin.
Aurore Bégin (7 octobre 1898 à Wotton - 26 février 1998) fut infirmière de colonie et sage-femme pendant plus de 32 ans, notamment dans les colonies qui formèrent finalement la région actuelle d'Abitibi au Québec (Canada). L'œuvre et la vie d'Aurore Bégin furent révélées au public québécois grâce au documentaire de Sylvie Van Brabant, Depuis que le monde est monde, dans le cadre des colloques Accoucher ou se faire accoucher organisés par l'Association pour la santé publique du Québec (ASPQ).

## Biographie
Aurore Bégin nait le 7 octobre 1898 à Wotton,. reçoit son diplôme d'infirmière en 1928 de l'Hôtel-Dieu de Sherbrooke, à l'âge de 30 ans, après avoir passé quelque temps aux États-Unis comme technicienne en salle d'opération. Elle déménage rapidement à Québec après l'obtention de ce diplôme.
Une religieuse lui offre d'aller travailler dans le Nord-Ouest québécois, alors en colonisation. En 1932, à l'âge de 33 ans, elle est la première femme blanche à mettre les pieds à Rivière-Solitaire, aujourd'hui Rollet, où se trouvaient 50 colons. À l'époque, elle recevait un cachet de 3 $ pour chaque 24 heures travaillées. Il n'y avait pas de médecin sur place, elle prodiguait donc les soins de santé seule, transportant dans son sac à dos à la fois ses outils de travail et le courrier des colons. Elle avait sa disposition une pharmacie et avait reçu comme instruction du service provincial d'hygiène de visiter tous les colons au moins une fois par mois et de prendre en charge les cas qui nécessitait des soins spéciaux. 
Elle aurait mis au monde près de 500 enfants durant sa carrière de sage-femme. Elle effectuait les accouchements par le siège et les accouchements de jumeaux. Elle se vantait de n'avoir jamais perdu une seule femme en couche et les endormait au chloroforme. Ce n'est qu'en 1941 qu'elle obtient son diplôme de sage-femme en bonne et due forme, l'examen oral ayant eu lieu directement au Collège des médecins du Québec à Montréal,.
Elle opérera ensuite pendant 2 ans et demi une clinique de 15 lits à Noranda. On y trouvait, entre autres, une section pour les filles-mères. Elle demandait des honoraires de 15 $ par accouchement. Les médecins demandaient plutôt 65 $ et leur clientèle s'était effritée. Les médecins devaient donner leur aval aux activités de la clinique et, éventuellement, ils retirèrent leur support à la clinique, ce qui entraîna sa fermeture.
Pieuse, elle dira qu'elle « [tenait] Dieu par une main et [son] fanal de l'autre » dans une entrevue accordée à la journaliste de La Presse, Anne Richer, en 1982.
En 1981 Sylvie Van Brabant réalise le film documentaire Depuis que le monde est monde dans lequel Aurore Bégin raconte sa vie,.  
Aurore Bégin meurt à Montréal le 26 février 1998 à l'âge de 99 ans. Elle passa sa vie seule, sans époux, ni enfants. 

## Prix Aurore-Bégin
Décerné par l'Association pour la santé publique du Québec (ASPQ) tous les deux ans, le prix Aurore-Bégin récompense d'une bourse de 5 000 $ et d'une œuvre d'art honorifique un projet axé sur la promotion de la santé en périnatalité. Plus précisément, l'ASPQ indique que les projets honorés visent « la promotion de la santé périnatale à partir d’une vision globale et multidimensionnelle de la santé, [contribuent] à ce que les parents exercent leur pouvoir et développent leur autonomie tout au long de la période périnatale et [démontrent] que les pratiques entourant la naissance respectent le caractère physiologique, normal, multidimensionnel et naturel de la période périnatale (grossesse, accouchement et allaitement). »